# Jucimara Evangelista Dantas
Jucimara Evangelista Dantas -más conocida como Mamá- (Ilha Solteira, 4 de febrero de 1978) es una jugadora brasileña de baloncesto que ocupa la posición de alero/pívot.
Fue parte de la Selección femenina de baloncesto de Brasil con la que alcanzó la medalla de bronce en los Juegos Panamericanos de 2003 realizados en Santo Domingo y la medalla de plata en los Juegos Panamericanos de 2007 realizados en Brasil. Además, fue campeona del Campeonato Sudamericano de Baloncesto adulto realizado en Perú el año 2001, y en Ecuador los años 2003 y 2008.

## Estadísticas en competencias FIBA
| Año            | Competencia                                             | PPJ  | RPJ | APJ |
| -------------- | ------------------------------------------------------- | ---- | --- | --- |
| 2009           | Campeonato Femenino FIBA Américas                       | 6,6  | 4   | 1,6 |
| 2008           | Juegos olímpicos                                        | 3,8  | 3,6 | 0,6 |
| 2008           | Torneo clasificatorio femenino FIBA para las olimpíadas | 9,4  | 5,4 | 1   |
| 2008           | Campeonato Sudamericano de Baloncesto                   | 4,8  | 2,2 | 0,6 |
| 2007           | Campeonato Femenino FIBA Américas                       | 10,6 | 6,4 | 2   |
| 1997           | Campeonato Mundial de Baloncesto femenino junior        | 2,4  | 5,1 | 0,6 |
| Promedio total | Promedio total                                          | 6,3  | 4,4 | 1,1 |
| Fuente: FIBA.  |                                                         |      |     |     |